# Énergie au Rwanda
Le secteur de l'énergie au Rwanda est maqué par un très fort développement de la production et de la consommation d'énergie à partir du milieu des années 2000.

## Gaz du lac Kivu

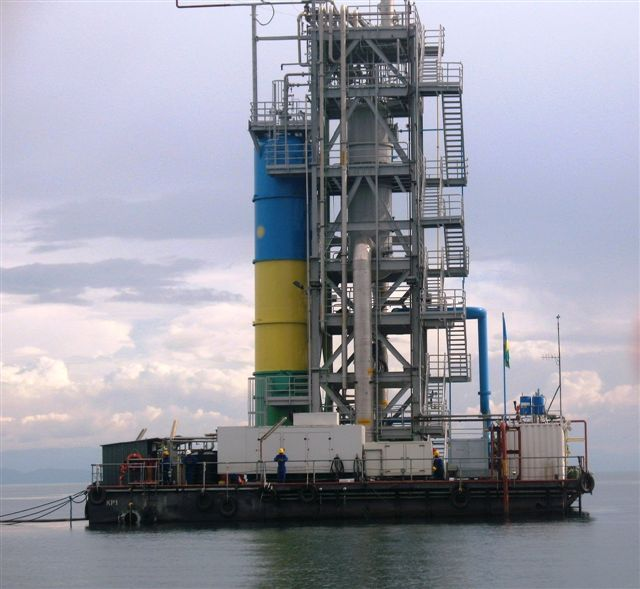
Cheminée d'extraction du gaz.

Le lac Kivu, situé à la frontière avec le Congo, est un lac méromictique : il contient d'énormes quantités de CO2 et de méthane dissous. Il pose le risque d'une éruption qui pourrait anéantir toute vie sur ses rives. À partir des années 2000, des expérimentations ont été menées pour extraire le gaz dissous dans le lac, à la fois pour retarder la date de la prochaine éruption, et pour valoriser le méthane. Le lac constitue un gisement de gaz naturel d'un type unique au monde, avec un potentiel de l'ordre de 60 milliards de mètres cubes. Un premier projet pilote est entré en service en 2009. La centrale KivuWatt, projet bien plus important, est entrée en service en 2016 avec une capacité de 25 MW et doit à terme être étendue à 100 MW, même si, en 2022, ce projet est en sommeil.  Une deuxième centrale de 56 MW, indépendante de KivuWatt mais utilisant la même source d'énergie, est prévue.
Parallèlement, un autre projet vise à utiliser du méthane du gaz Kivu non pas pour la production électrique, mais comme carburant pour véhicule et combustible domestique.

## Secteur de l'électricité
Le Rwanda a connu une progression très rapide (et sans équivalent sur le continent) de son taux d'électrification : selon les données de la banque mondiale, seulement 6% de sa population avait accès à l'électricité en 2008, chiffre passé à 45% en 2020.

### Hydroélectricité
Selon l'International Hydropower Association (IHA), la puissance installée des centrales hydroélectriques du Rwanda s'élevait à 111 MW fin 2021, soit 0,3 % du total africain, au 28e rang en Afrique, loin derrière l'Éthiopie (4 074 MW).
Environ la moitié de la production électrique est hydroélectrique. Le pays possède une trentaine de petits barrages, dont certains ne sont pas connectés au niveau national et alimentent directement leurs riverains.

### Solaire
L'énergie solaire photovoltaïque représente une part faible, mais rapidement croissante, de la production. Le reste de l'électricité est fourni par le méthane du lac Kivu, par des groupes au fuel, et par des combustibles renouvelables, dont la bagasse, coproduit de la canne à sucre.